# Ernst Camerer

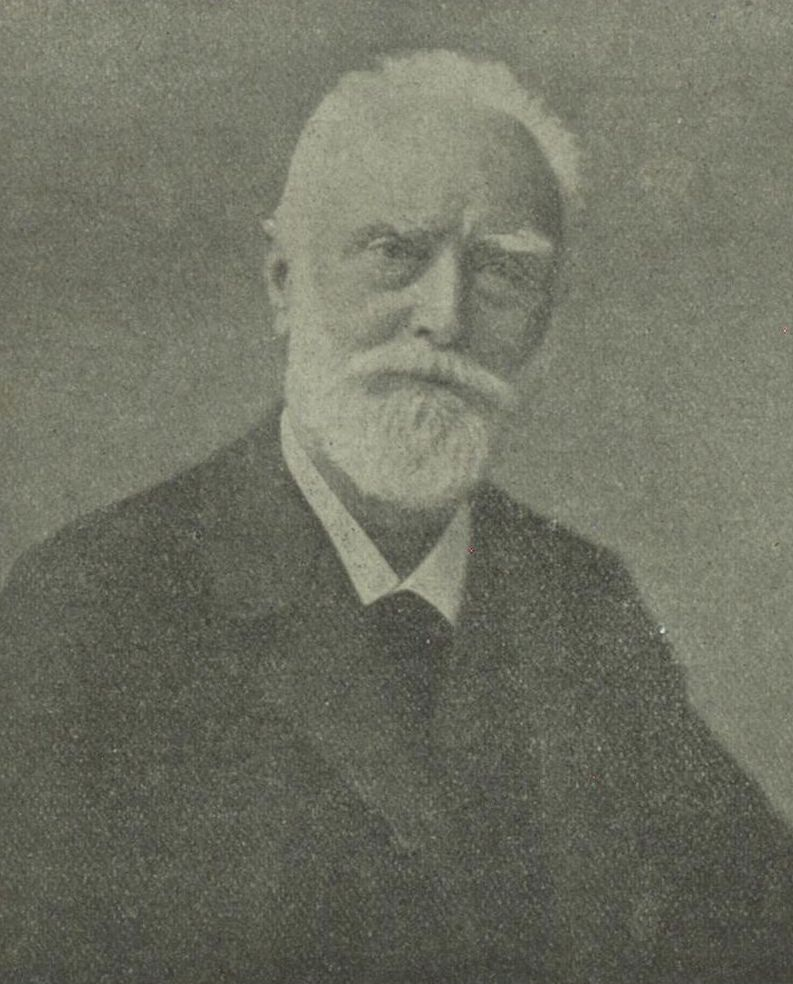
Ernst Camerer

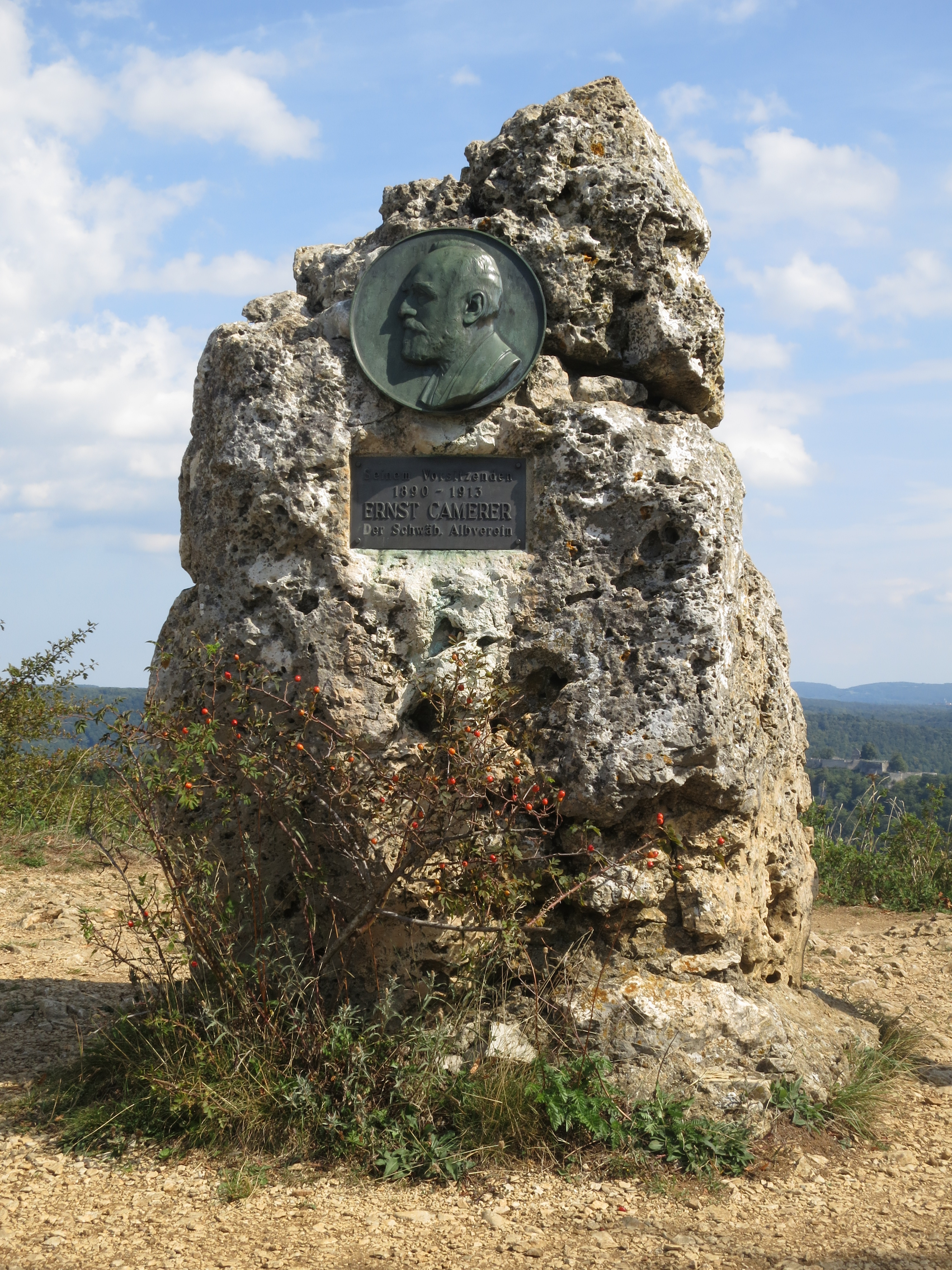
Ernst-Camerer-Denkmal auf dem Rutschenfelsen bei Bad Urach

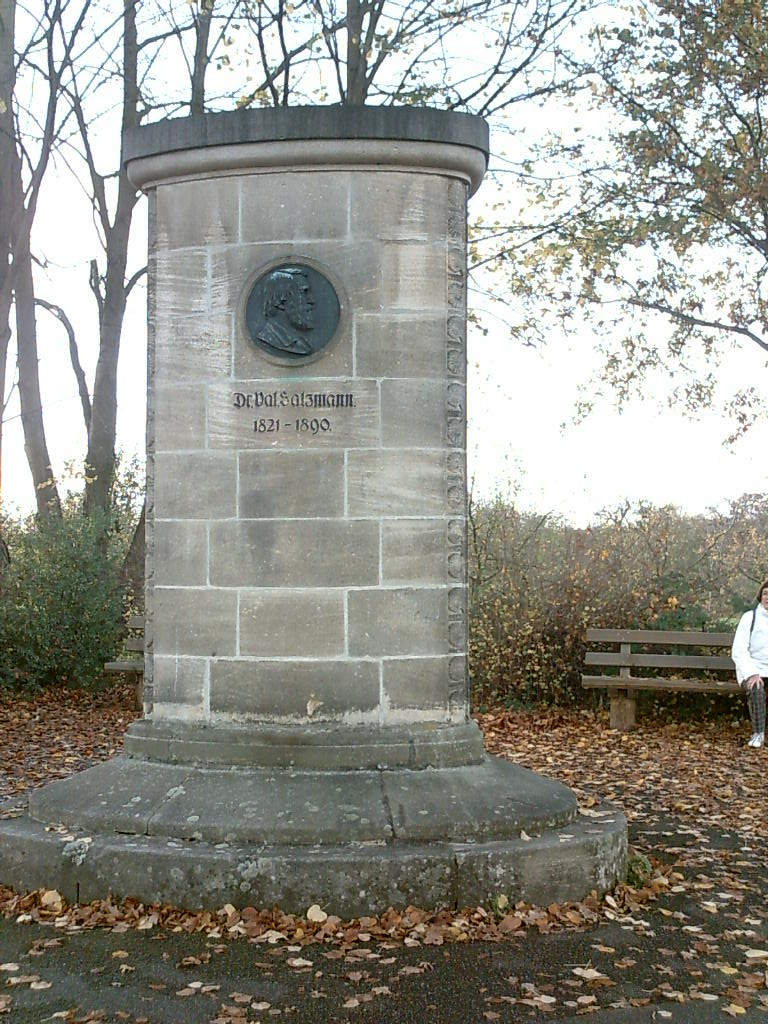
Salzmann-Camerer-Denkmal in Esslingen am Neckar

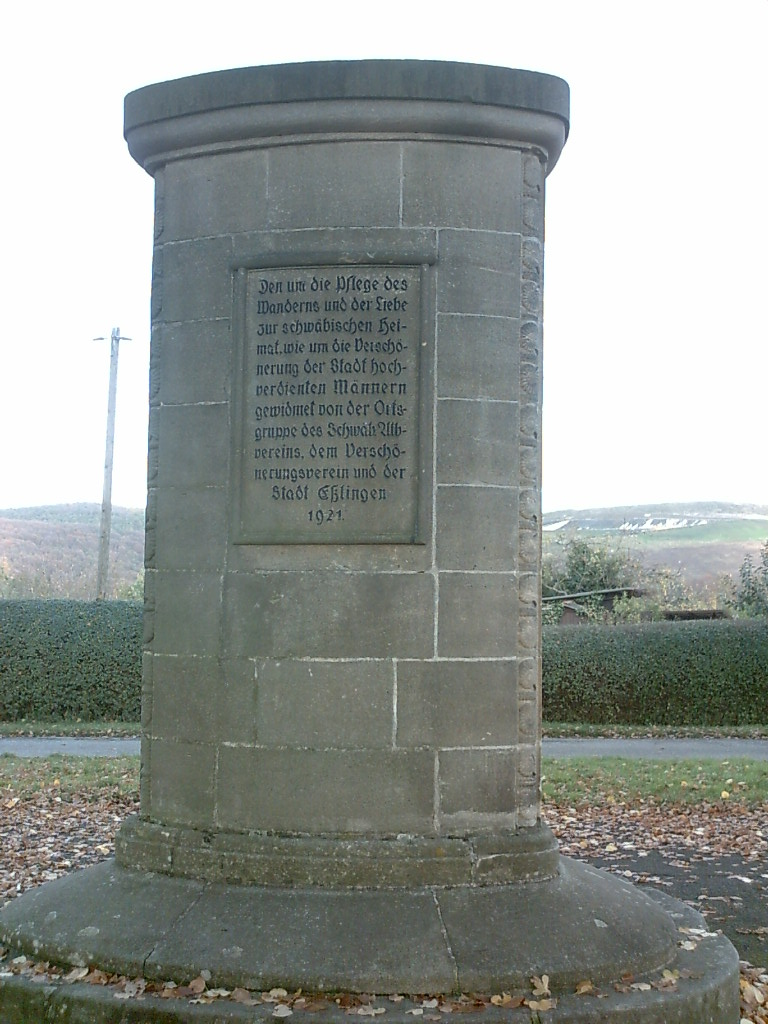
Denkmal für Valentin Salzmann und Ernst Camerer in Esslingen

Ernst Camerer (* 21. Dezember 1836 in Reutlingen; † 2. Mai 1919 in Esslingen am Neckar) war ein deutscher Rechtsanwalt und Vereinsfunktionär. Er war seit 1863 als Rechtsanwalt in Esslingen tätig.

## Leben und Werk
Er studierte Rechtswissenschaften in Tübingen und Leipzig. Seit 1855 war er Mitglied der Burschenschaft Germania Tübingen.
Am 13. August 1888 trafen sich auf Einladung von Valentin Salzmann in Plochingen die Vertreter mehrerer Verschönerungsvereine mit dem Ziel, die Arbeit der bestehenden Verschönerungsvereine am Albtrauf gemeinschaftlich zu verbessern. Bei der konstituierenden Sitzung am 12. November 1888 in Plochingen legte Salzmann den ersten Entwurf zur Satzung des Schwäbischen Albvereins vor, der wenig später dann endgültig ins Leben gerufen wurde. Camerer gehörte der ersten Ausschusssitzung am 22. April 1889 in Plochingen an. Bei der ersten Hauptversammlung des Vereins am 5. Mai 1889 in Plochingen wurde er zum Schriftführer und stellvertretenden Vorstand gewählt. Nach dem Tode Salzmanns wurde er in der Hauptversammlung am 25. März 1890 in Plochingen zum zweiten Präsidenten der Vereinsgeschichte gewählt. Unter seiner Präsidentschaft wurde die Vereinsorganisation mit Ortsgruppen und Gauen auf- und ausgebaut, es wurde das Wegenetz angelegt und nach einheitlichen Grundsätzen bezeichnet, es wurden Türme und Wanderheime errichtet, seit 1892 Wanderkarten als Vereinsgabe ausgegeben sowie 1893 der Vereinsverlag gegründet. 1913 übergab er die Vereinsführung an Eugen Nägele.
Camerer war seit 1864 mit Sophie Eleonore geborene Kapff verheiratet. Er ist auf dem Ebershaldenfriedhof in Esslingen bestattet.

## Ehrungen
Auf dem Rutschenfelsen bei Bad Urach auf der Schwäbischen Alb befindet sich der Camererstein, ein Camerer gewidmetes Denkmal in Form eines Steins mit Bronze-Bildnis.
Camerer und Salzmann zusammen ist das Salzmann-Camerer-Denkmal in Esslingen am Neckar gewidmet, das 1921 von der Ortsgruppe Esslingen des Schwäbischen Albvereins errichtet wurde. 1970 wurde das Denkmal wegen des Baus der Vogelsangbrücke von der Maille auf den Kirschenbuckel zwischen den Esslinger Stadtteilen Krummenacker und Serach versetzt.